# Cymocythere clavata
Cymocythere clavata är en kräftdjursart som beskrevs av Crawford 1965. Cymocythere clavata ingår i släktet Cymocythere och familjen Entocytheridae. Inga underarter finns listade i Catalogue of Life.